# 목상동 (대전)
목상동(木上洞)은 대한민국 대전광역시 대덕구의 행정동, 법정동이다. 대전 제 3·4산업단지가 있다.

## 연혁
목상동 지역은 백제시대는 우술군이었다가 신라시대에는 비풍군으로 개명하였고, 그 밑에 유성현과 적오현(뒤에 덕진현)을 그 속현으로 두었다. 고려시대 초기에는 비풍군을 회덕현으로 읍호를 바꾸었고, 이후 1018년 현종 9년에는 공주의 속현으로 귀속되었다. 그런데 고려시대 유성현과 덕진현이 공주의 속현이었던 것으로 미루어 보아, 현종 9년의 군·현의 개편시 유성현과 덕진현이 회덕의 속현에서 벗어나 공주의 속현이 되었을 것으로 생각된다. 그 후 회덕현은 1172년 명종 2년에 처음으로 감무(조선시대의 현감과 같음)를 두게 되어 주현으로 승격하게 되었다.
1413년 조선 태종 13년에 전국을 8도제로 행정구역을 개편하면서 회덕은 충청우도 공주목에 속하는 종6품의 현감이 다스리는 회덕현이 되었다. 이와 같이 8도제의 실시와 더불어 소현의 병합이 이루어졌는데 이 때에 유성현이 폐지되면서 그 영역이 회덕현과 진잠현에 속하게 되었다. 조선 정조 1789년 13년에 편찬된 《호구총수》에 의하면 지금의 목상동은 회덕현 근북면 ‘목포리’의 지명으로 기록되어 있었다. 1895년 고종 32년 갑오개혁으로 인한 행정구역의 개편으로 태종이래 실시되었던 8도제가 폐지되고, 전국이 23부제를 실시하면서 종래의 부·목·군·현 등의 지방행정 단위를 모두 폐합하여 336개군을 신설하고 이를 23개 부에 속하게 하였다. 이로써 회덕현은 공주부에 속하는 27개 군의 하나인 회덕군으로 개편되었고, 목상동도 회덕군 북면 목포리가 되었다. 이 당시 회덕의 구역은 기존의 회덕 7개 면(현내면, 동면, 외남면, 내남면, 서면, 근북면, 일도면)에 공주군의 5개 면(천내면, 유등면, 탄동면, 구즉면, 산내면)과 청원군 주안면이 편입되어 이전보다 크게 행정구역이 확대되었다.
1914년 일제의 행정구역 개편으로 회덕군이 진잠군과 통합되어 대전군이 되면서 목상동은 신흥리·목상리·목중리·목하리의 각 일부를 합하여 대전군 북면 ‘목상리’로 개편되었다. 1931년에는 대전군 대전면이 읍으로 승격하여 대전군이 1읍 11개 면으로 되었고, 1935년에는 대전읍이 부로 승격됨에 따라 대전부와 대덕군으로 분리되었는데, 이때 목상동은 대덕군 북면 목상리로 되었다.
1973년에는 북면이 신탄진읍으로 승격되면서 목상리는 신탄진읍에 속하게 되었다가 1989년 1월 1일 대전시가 직할시로 승격되면서 구역확장으로 인한 대덕군의 폐지와 동시에 대덕구가 설치되면서 목상동은 대전광역시 대덕구에 소속된 행정동이자 법정동이 되었다.

## 주요 시설
- 대덕산업단지
- 대덕문화체육관
- 한국타이어 대전공장